# گورگن ای. آلمشاه
گورگن میکائیلی آلمشاه (ارمنی: Գուրգեն Միքայելի Ալեմշահ؛ ۲۲ مه ۱۹۰۷ – درگذشته ۱۴ دسامبر ۱۹۴۷) رهبر (موسیقی)، و آهنگ‌ساز ارمنی‌تبار بود. وی بین سال‌های ۱۹۳۰ تا ۱۹۴۷ میلادی فعالیت می‌کرد.

## زندگی‌نامه
در ۲۲ مه ۱۹۰۷ در پاردیزاک به دنیا آمد و از صومعه ارمنی جزیره سن لازار فارغ‌التحصیل شد.  وی در ۱۴ دسامبر ۱۹۴۷ در سن ۴۰ سالگی در دیترویت، میشیگان بر اثر سکته قلبی درگذشت.

## برگزیده آثار

### Solo vocal
- Բուխուրիկ • Pukhurig (Stovepipe, 1934)
- Իմ երգը • Im yerkı (My Song)
- Ես սիրեցի • Yes siretsi (I Loved)
- Իմ եարը • Im yarı (My Beloved)
- Աղուորներուն • Aghvornerun (For the Lovely Maidens)
- Նազեր • Nazer (Coyness)
- Ծաղիկ էի • Dzaghig ei (I Was a Flower)
- Իղձ • Ights (Desire)
- Սիրելիս • Sirelis (My Love)
- Պճինկօ • Bjingo (A gangbang)

### Choral
- Հայաստան • Hayasdan (Armenia)
- Անուշիկ եար ճան • Anushig yar jan (Beautiful Sweatheart)
- Մեր պարտիզում • Mer bardizum (In Our Garden)
- Հունձք • Huntsk (Harvest)
- Պլպուլն Աւարայրի • Blbuln Avarayri (The Nightingale of Avarayr)

### Instrumental
- Lamento et dance arménienne (Lament and Armenian Dance) for vn & pn

### Orchestral
- Արեւելեան գիշերներ • Arevelyan kisherner (Oriental Nights, 1931)
- Հէքեաթ • Hekyat (A Tale)
- Երկու պատմուածք հազար ու մէկ գիշերներէն • Yergu badmvadzk hazar u meg kisherneren (Two Stories from The Book of One Thousand and One Nights)

### Vocal-Orchestral
- Աւարայրի պատերազմը • Avarayri baderazmı (The Battle of Avarayr, 1934)

### Incidental music
- Վարդավառ • Vartavar (Transfiguration, 1932)
- Ծովինար • Dzovinar